# Đông Timor tại Đại hội Thể thao Đông Nam Á 2007
Đông Timor tham dự Đại hội Thể thao Đông Nam Á 2007 tại thành phố Nakhon Ratchasima, Thái Lan từ ngày 6 đến ngày 16 tháng 12 năm 2007.